# Catocala senescens
Catocala senescens là một loài bướm đêm trong họ Erebidae.